# Ноб
Ноб (или Нов, или Номва или Номеа; Ηομβα, др.-евр. נוב‬, в буквальном переводе — бугор, возвышение) — упомянутый в Библии священнический город в колене Вениаминовом, близ Иерусалима.
В Нобе жили преимущественно священники из рода Эли. Сюда к первосвященнику Авимелеху пришёл Давид, спасаясь от преследования Саула, и первосвященник дал ему хлебы предложения и меч Голиафа, которого Давид ранее убил на поле брани. Узнав об этом от Доика, Саул велел последнему истребить всех священников Номвы, а затем и сам город был истреблён, со всеми его жителями.
Всего отрядом Доика были убиты восемьдесят пять (в греческом переводе триста пять) священников, их жен и детей, а их собственность уничтожена; от расправы спасся один только Авиафар, сын Ахимелеха, сына Ахитува, который бежал к Давиду.
По возвращении из плена Ноб снова населен был иудеями.